# 디지털오션
디지털오션(DigitalOcean)은 미국의 뉴욕, 뉴욕주에서 운영하고 있는 클라우드 컴퓨팅 업체이다.
2015년 12월 기준으로, 웹 접촉 컴퓨터 분야에서 세계에서 두 번째로 큰 호스팅 업체이다.